# Lonely Island
Lonely Island (von englisch lonely ‚allein, einsam, verlassen‘) ist eine kleine Insel vor der Südküste und nahe dem westlichen Ende Südgeorgiens. Sie liegt 1,3 km nordöstlich des Kap Parjadin.
Wissenschaftler der britischen Discovery Investigations kartierten sie zwischen 1926 und 1930 und gaben ihr ihren deskriptiven Namen.